# Daniel Fascioli
Daniel Pedro Fascioli Álvarez (Montevideo, 3 marzo 1967) è un ex calciatore uruguaiano, di ruolo attaccante.